# Cisy (Prostki)
Cisy (deutsch Cziessen, 1908–1945 Seeheim) ist ein Dorf in der polnischen Woiwodschaft Ermland-Masuren, das zur Gmina Prostki (Landgemeinde Prostken) im Powiat Ełcki (Kreis Lyck) gehört.

## Geographische Lage
Cisy am Westufer des Jezioro Krzywe (Krzywener See, 1907–1945 Rundfließer See) liegt im südlichen Osten der Woiwodschaft Ermland-Masuren, 16 Kilometer südöstlich der Kreisstadt Ełk (Lyck).

## Geschichte
Im Jahre 1435 wurde der Plachten, vor 1785 Czichen, nach 1818 Czissen, nach 1898 Cziessen, auch Czießen genannte kleine Ort gegründet. Er bestand nur aus ein paar kleinen Gehöften. Zwischen 1874 und 1945 war das Dorf in den Amtsbezirk Sawadden eingegliedert, der – 1906 in Amtsbezirk Sypittken und 1938 in Amtsbezirk Vierbrücken umbenannt – zum Kreis Lyck im Regierungsbezirk Gumbinnen (ab 1905 Regierungsbezirk Allenstein) in der preußischen Provinz Ostpreußen gehörte. Am 22. Januar 1908 wurde Cziessen in Seeheim umbenannt.
Am 1. Dezember 1910 waren in dem kleinen Dorf 28 Einwohner registriert. Ihre Zahl stieg leicht bis 1933 auf 32 und belief sich 1939 noch auf 30.
Aufgrund der Bestimmungen des Versailler Vertrags stimmte die Bevölkerung im Abstimmungsgebiet Allenstein, zu dem Seeheim gehörte, am 11. Juli 1920 über die weitere staatliche Zugehörigkeit zu Ostpreußen (und damit zu Deutschland) oder den Anschluss an Polen ab. In Seeheim stimmten 20 Einwohner für den Verbleib bei Ostpreußen, auf Polen entfiel keine Stimme.
In Kriegsfolge kam Seeheim 1945 mit dem gesamten südlichen Ostpreußen zu Polen und erhielt die polnische Namensform Cisy. Heute ist es Sitz eines Schulzenamtes (polnisch Sołectwo) und als solches eine Ortschaft innerhalb der Gmina Prostki (Landgemeinde Prostken) im Powiat Ełcki (Kreis Lyck), bis 1998 der Woiwodschaft Suwałki, seither der Woiwodschaft Ermland-Masuren zugehörig.

## Religionen
Bis 1904 war Cziessen in die evangelische Kirche Pissanitzen, danach in die Kirche Wischniewen (1938–1945 Kölmersdorf, polnisch Wiśniowo Ełckie) in der Kirchenprovinz Ostpreußen der Evangelischen Kirche der Altpreußischen Union sowie in die römisch-katholische Kirche St. Adalbert in Lyck  (polnisch Ełk) im Bistum Ermland eingepfarrt.
Heute gehört Cisy katholischerseits zur Pfarrei in Wiśniowo Ełckie mit der Filialkirche in Sypitki im Bistum Ełk der Römisch-katholischen Kirche in Polen. Die evangelischen Einwohner halten sich zur Kirchengemeinde in der Kreisstadt Ełk, einer Filialgemeinde der Pfarrei in Pisz (deutsch Johannisburg) in der Diözese Masuren der Evangelisch-Augsburgischen Kirche in Polen.

## Verkehr
Cisy liegt an einer Nebenstraße, die Zawady-Tworki (Sawadden, 1938–1945 Grenzwacht) und Krzywe (Krzywen, 1907–1945 Rundfließ) mit Sypitki (Sypittken, 1938–1945 Vierbrücken) verbindet. Eine Bahnanbindung besteht nicht.